# Zandijsko Carstvo
Zandijsko Carstvo (perz. سلسله زندیه) je naziv za novovjekovnu iransku državu pod zandijskom dinastijom. Zandijci su vladali Iranom od 1750. do 1794. godine, a prilikom njihovog vojno-političkog vrhunca carstvo se protezalo i preko teritorija današnjeg Azerbajdžana, Armenije, Gruzije, Iraka, Afganistana, Pakistana i istočne Turske.
Zandijska dinastija korijene vuče od istoimenog plemena Zand čije podrijetlo pripada iranskim narodima Lakijcima ili Lurima. Osnivač dinastije bio je Karim-han čija karijera započinje u vojnoj službi Nader-šaha, vladara afšaridskog Irana. Karim-han se nakon njegove smrti nametnuo kao iranski vladar, no odbio je preuzeti titulu šaha već se predstavljao kao „narodni vladar”. 
Kako bi opravdao legitimitet vladavine prvo je 1757. godine na prijestolje postavio Ismaila III. iz safavidske loze, a potom je tri godine kasnije proglasio novu dinastiju Zand. Ubrzo je iskoristio politički vakuum i zavladao većim dijelom Velikog Irana izuzevši Horasan u kojem su još vladali ostaci afšaridske dinastije. Nakon smrti Karim-hana 1779. godine nastupa kaos na carskom dvoru i u svega 10 godina na prijestolju se izmijenilo čak osam vladara među kojima je zadnji bio Lotf Ali-han, Karim-hanov rođak kojeg je nakon pet godina vladavine svrgnuo Muhamed-han, osnivač nove kadžarske dinastije.
Za vrijeme zandijskih vladara najviše je napredovao grad Širaz koji je 1762. godine zamijenio Mašhad kao glavni grad Irana. Izgrađena je gradska tvrđava, brojne administrativne građevine, te veliki bazar. Zahvaljujući relativno mirnim odnosima s tri moćna carstva (rusko, britansko i osmansko) na iranskim granicama, gospodarstvo doživljava uspon, a u Bušeheru se otvara zajednička iransko-britanska luka koja je bila pomorskim čvorištem za robu iz Azije.

## Vanjske poveznice
- (engl.) Iran Chamber: Zand Dynasty

Ostali projekti
|  | Zajednički poslužitelj ima još gradiva o temi Zandijsko Carstvo |